# Duolok

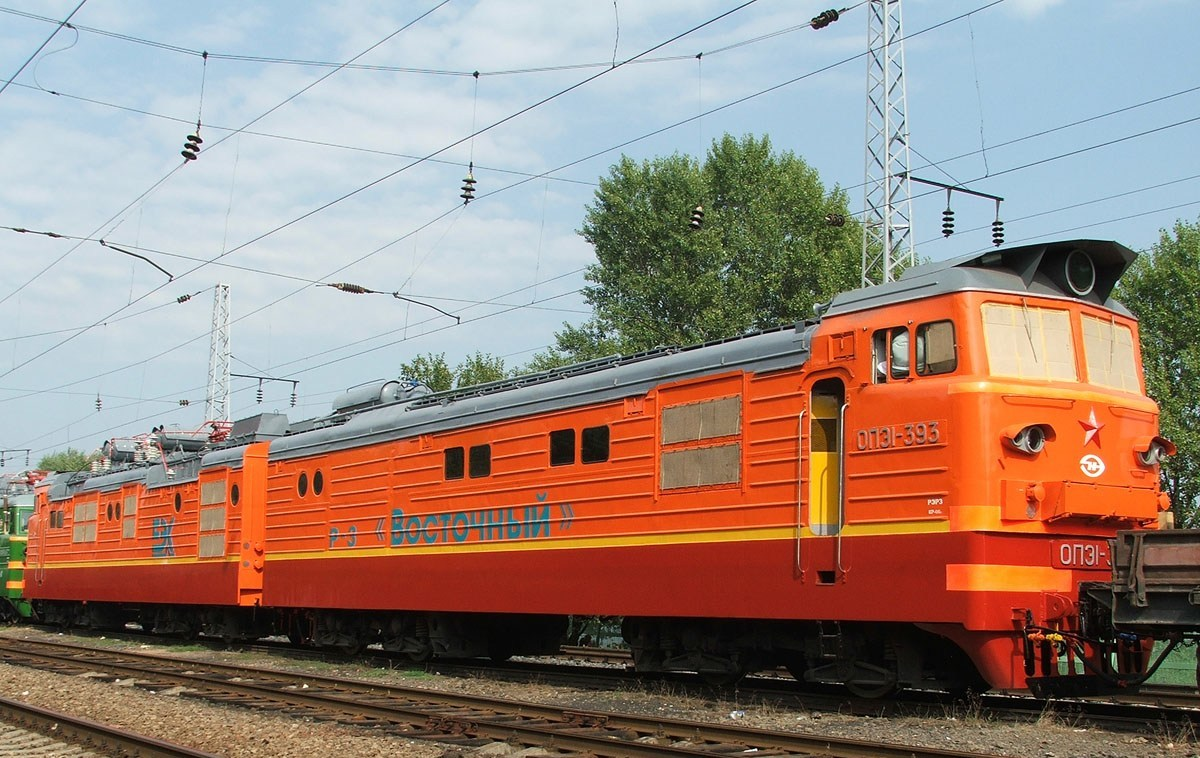
Det ryska duoloket OPE1, i stort sett ett hopmonterat ellok och diesellok.

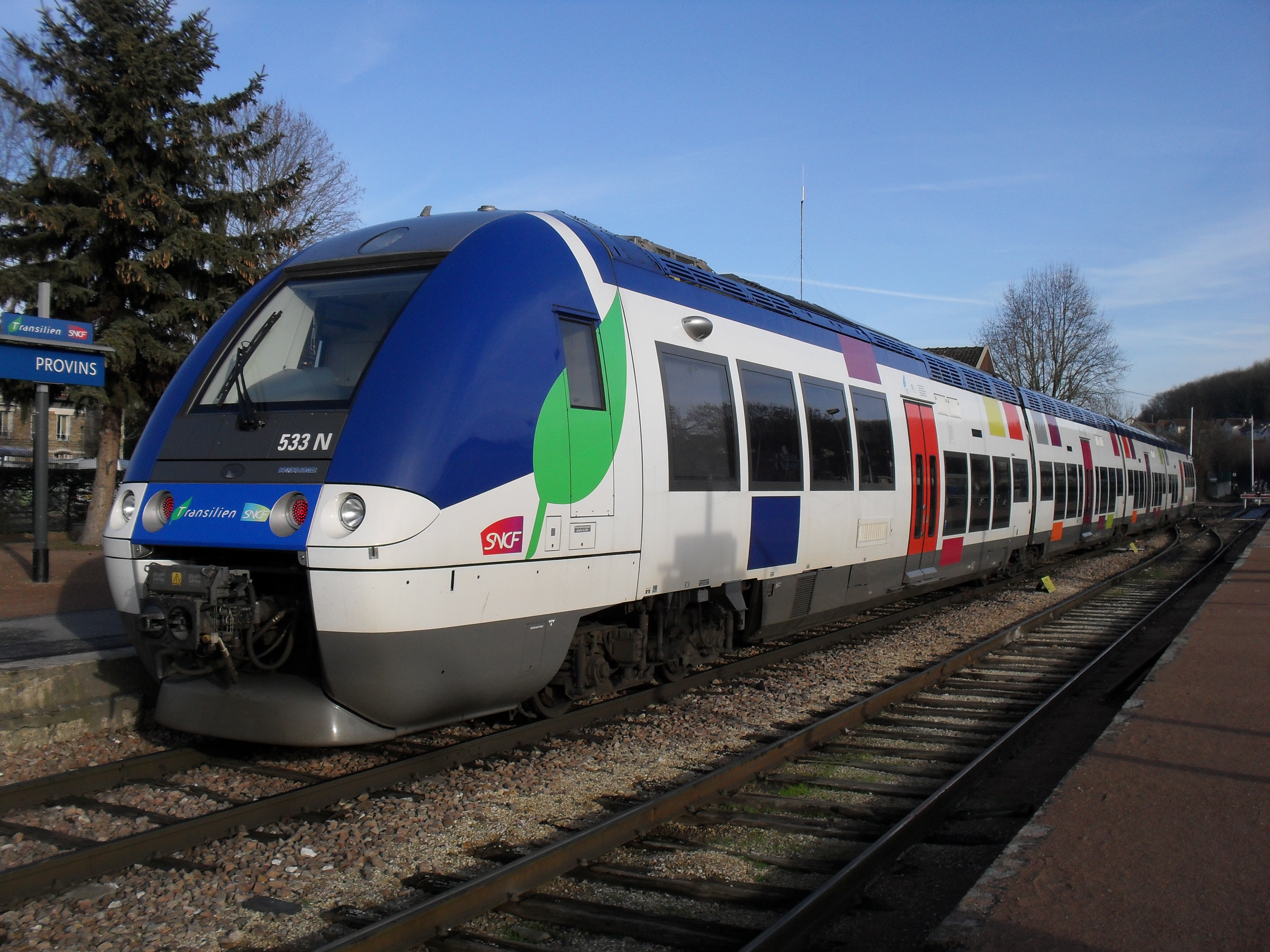
Den franska duomotorvagnen B 82500 kan gå på diesel och två olika elmatningar

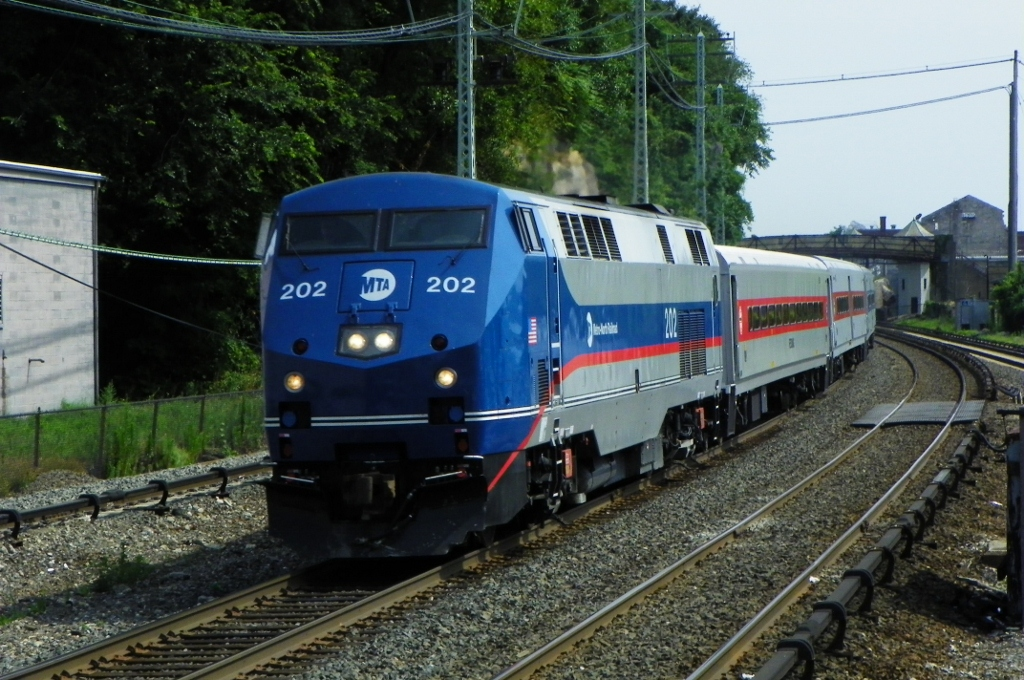
Lok från New York-regionen, USA, huvudsakligen för diesel men kan gå på strömskena

Duolok, elektrodiesellok eller hybridlok är ett lok som drivs av två olika energislag, närmast el från en kontaktledning och dieselolja.
Vanligtvis avses lok som huvudsakligen körs med el och korta sträckor med diesel. Traditionellt används vid godstransport två loktyper - det elektriskt drivna för fjärrtransporter och det dieseldrivna för sluttransporter på oelektrifierade banor och i kapillärnätet. Med ett duolok behöver inte lokbyte ske. Man sänker bara strömavtagaren, startar dieseln och kör vidare.
Det finns fyra fördelar:
- Möjliggör att man med stora godståg drar vagnslaster fram till större nav och därifrån har slingor med duolokdrivna tåg som kör runt till alla mindre stationer och kapillärnät.
- Lokbyten behöver ej ske
- Loken utnyttjas bättre eftersom godsloken vanligen är högbelagda på nätterna och dieselloken på dagarna.
- Lägre förbrukning av fossilt bränsle. Verkningsgraden ca 28% vid dieseldrift och 70% vid eldrift mot 23% för ett T44 diesellok.

Merkostnaden för ett duolok är dieselgeneratorn eftersom dieselloken ändå använder elektriska traktionsmotorer och växelriktare. Oftast har man ganska små dieselmotorer härstammande från lastbil, för att få plats med motorn och undvika för hög kostnad. De körs med låg utväxling för att få hyfsad dragkraft, vilket ger låg hastighet. Det kräver ändå att dieselsträckan är platt annars orkar loket inte.
Duolok (eller duomotorvagnar) finns i Frankrike, Ryssland, Spanien, Storbritannien, Tyskland och USA. Det har generellt sett inte blivit så vanligt, huvudsakligen för att merkostnaden varit ganska stor för loken, ofta har de kostat dubbelt så mycket. De används till stor del vid mindre trafikerade godsbangårdar, där man inte har fast stationerade växelok.

I New York-trakten finns duolok för persontåg. Där finns oelektrifierade linjer och förbud mot diesel i underjordiska stationer. Dessa lok har full dragkraft med diesel och låg effekt och låg hastighet med el.